# الحوت (فلم)
الحوت (بالإنجليزية: The Whale) هو فيلم دراما نفسية  أمريكي قادم من إخراج دارين أرنوفسكي وبطولة برندان فريزر، سادي سينك وهونغ تشاو.